# 카딤 하디슨

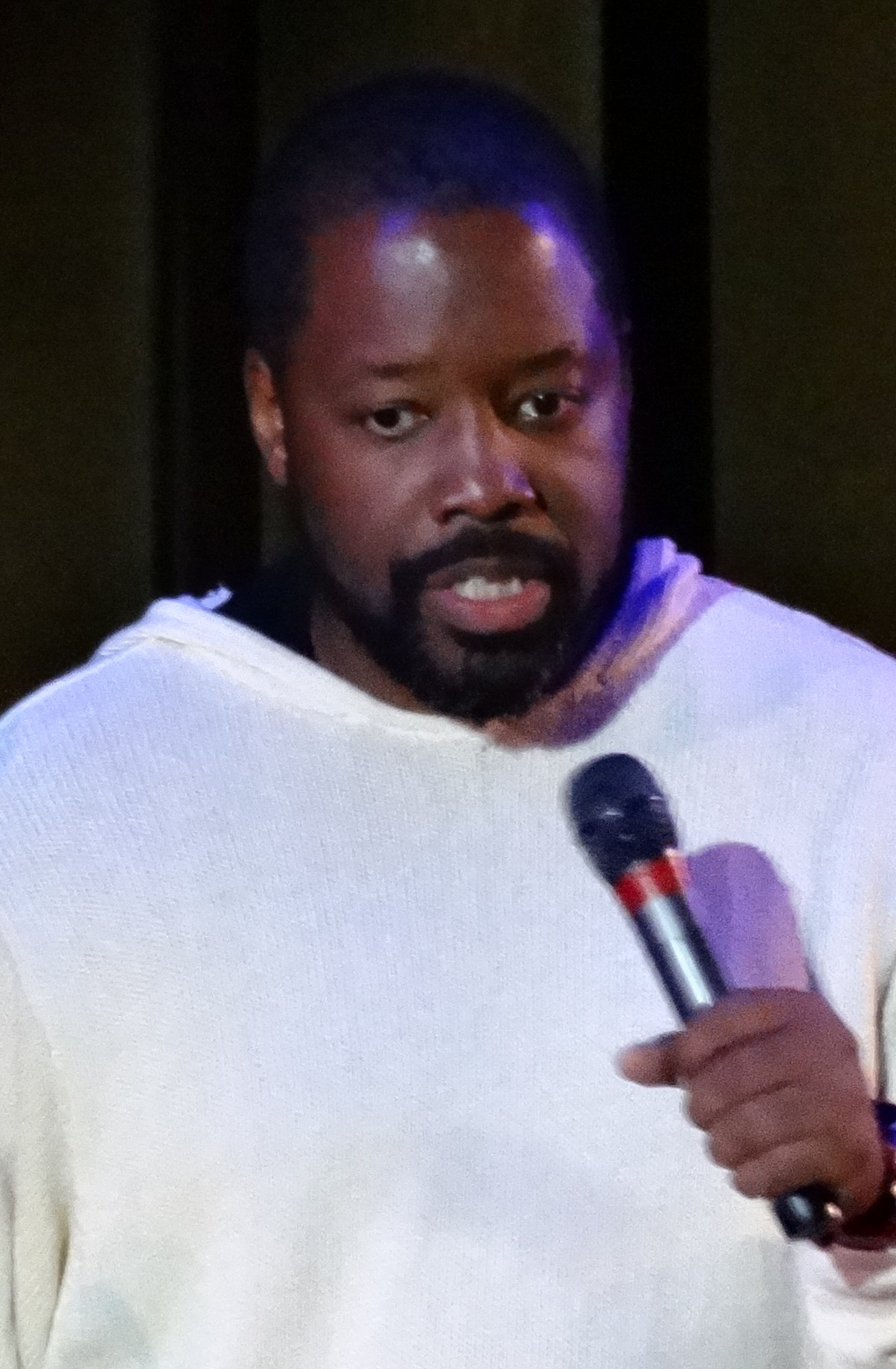

카딤 하디슨(Kadeem Hardison, 1965년 7월 24일 ~ )은 미국의 배우, 텔레비전 배우, 영화배우, 성우이다.
베드퍼드스타이베선트에서 태어났다.

## 방송
- 러브 이즈
- K.C. 언더커버 시즌3
- K.C. 언더커버 시즌2
- K.C. 언더커버
- 컬트

## 영화
- K.C. 언더커버 (2015년)
- 안드로이드 캅 (2014년) - 존스 역
- 더 다크 파티 (2013년) - 제프 역
- 이스케이피 (2011년)
- 더 스윕 (2008년)
- 남주기 아까운 그녀 (2008년) - 펠릭스 역
- 브랏츠 (2007년)
- 러브 헐리우드 스타일 (2006년)
- 인생은 동화가 아니다: 판타지아 바리노 이야기 (2006년) - 조셉 바리노 역
- 에브리바디 헤이츠 크리스 (2005년)
- 하우스 M.D. (2004년)
- 던스모어 (2003년)
- 너의 아버지가 누구냐? (2003년)
- 페이스 오브 테러 (2003년) - 제퍼슨 역
- 바이커 보이즈 (2003년)
- 레드 스카이 (2002년)
- 쇼타임 (2002년) - 카일 역
- 보디가드 (2001년) - 랜스 디포드 역
- 땡크 헤븐 (2001년) - 빌리 페렐 역
- 블라인드 페이스 (1998년)
- 식스맨 (1997년)
- 드라이브 (1997년) - 맬릭 브로디 역
- 표범 (1995년)
- 브룩클린의 뱀파이어 (1995년)
- 르네상스 맨 (1994년) - Pvt. 자말 몽고메리 역
- 그레이 건맨 (1993년)
- 덩크슛 (1992년)
- 드림 데이트 (1989년)
- 아임 고너 깃 유 서카 (1988년)
- 스쿨 데이즈 (1988년)
- 래핑 (1985년)